# Gabriele Brakebusch

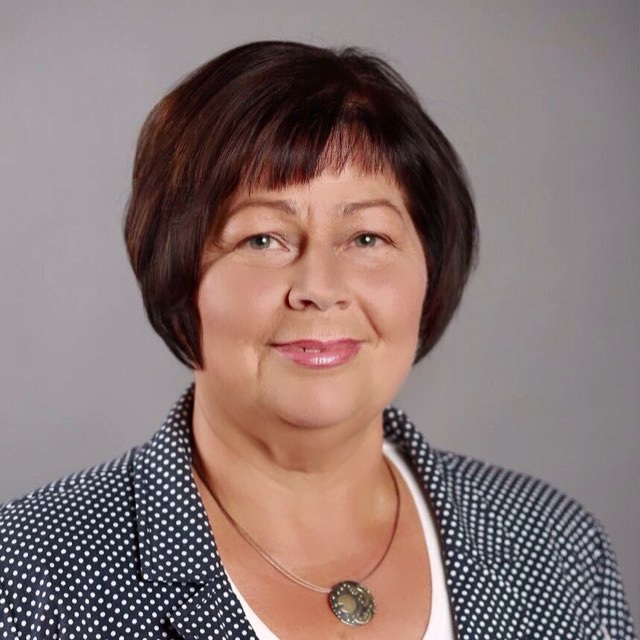
Gabriele Brakebusch MdL

Gabriele Brakebusch (* 23. Februar 1954 in Kloster Gröningen) ist eine deutsche Politikerin (CDU). Sie war von 2002 bis 2021 Abgeordnete im Landtag von Sachsen-Anhalt und amtierte von 2016 bis 2021 als Präsidentin des Landtages von Sachsen-Anhalt.

## Leben und Beruf
Brakebusch besuchte die Polytechnische Oberschule und absolvierte eine Berufsausbildung zur Fachverkäuferin und Leiterin. 1973 bis 1980 arbeitete sie dann als Fachverkäuferin und Leiterin einer Verkaufseinrichtung, bevor sie von 1981 bis 1993 als Leiterin einer Kindereinrichtung (anerkannte Erzieherin) tätig war. 1984 erwarb sie zudem einen Fachschulabschluss als Krippenerzieherin und Leiterin. Nach der Wende begann sie 1995 eine Umschulung zur Verwaltungsfachangestellten. In diesem Beruf arbeitet sie seit 1994 (das Arbeitsverhältnis ruht seit 2002).
Sie ist evangelisch, verheiratet und hat drei Kinder.

## Politik / Partei
Brakebusch trat 1998 in die CDU ein und war in dem Amt als Ortsverbandsvorsitzende in Harbke-Sommersdorf bis 2012 tätig. Seit 2000 ist sie Mitglied des Kreistages Bördekreis und dort CDU-Kreisvorsitzende. Des Weiteren ist sie seit 2003 als Mitglied im CDU-Landesvorstand tätig. Zudem war sie von 1990 bis 1998 Mitglied des Gemeinderates in Harbke (CDU-Liste) und von 1992 bis 1994 dort auch stellvertretende Bürgermeisterin. Seit 2003 ist sie erneut Mitglied des Gemeinderates und CDU-Fraktionsvorsitzende im Kreistag.

## Abgeordnete
Seit Beginn der 4. Wahlperiode (2002) war sie Mitglied des Landtages von Sachsen-Anhalt. Zur Landtagswahl 2021 trat sie nicht mehr an. Vom 1. September 2016 bis zum 6. Juli 2021 amtierte sie als Präsidentin des Landtages.

## Ehrungen und Auszeichnungen
- 2024: Verdienstorden des Landes Sachsen-Anhalt[2]